# Дайыров, Еркебулан Муратович
Еркебулан Муратович Дайыров (12 августа 1986; село Карасаз, Райымбекский район, Алматинская область, Казахская ССР) — казахский актёр кино и театра. Лауреат премии Союза Молодёжи Казахстана «Серпер» (2013). Заслуженный деятель Казахстана (2018).

## Биография
- Еркебулан Дайыров родился в 1986 году в селе Карасаз Райымбекского района Алматинской области.
- 2004—2008 гг. окончил Казахскую Национальную академию искусств имени Т.К. Жургенова (КазНАИ) по специальности «Актер музыкальной драмы».[1]
- С 2006 года — актёр Театра имени М.О. Ауэзова.[1]

Был телеведущим передач «Багдаршам» на телеканале «Ел арна», «Дудар — ай» на телеканале «Хабар», «Талант шоу» на телеканале «31».
2018 году стал участником проекта  «Өнер барысы» где стал одним из победителей.
4 сентября 2022 года основал независимый театр «ŞAM» вместе с актером Асаном Мажитом.

## Основные роли на сцене
Казахский государственный академический театр драмы имени М. О. Ауэзова
- Из казахской классики и современной драматургии:
- Айдар в «Абае» М. Ауэзова (реж. Е. Обаев), Кебек в «Енлик — Кебек» (реж. Х. Амир — Темир), Айтбай в «Лихой године» (сцен версия Н. Оразалина, реж. А. Рахимов), конюх в спектакле «Бакей кыз» Т. Мамесеита, Беркут в «Светлой любви» («Заблудшие») С. Муканова (реж. А. Рахимов), Жантык в «Поэме о любви» Г. Мусрепова (реж. К. Сугурбеков), Нарбол в комедии «Свадьба Кырманбая» Т. Нурмаганбетова (реж. А. Рахимов), Ерлен в «Актрисе» Д. Исабекова (реж. Н. Жуманиязов), Торехан в «Наследниках» (реж. О. Кенебаев), Балуан Шолак в «Одержимом» (реж. Е. Обаев), Газиз в спектакле «Печаль любви моей» И. Сапарбая (реж. Е. Обаев, Т. Аралбай), Абай в реквиеме «Есть ли яд не испитый мной?» И. Гайыпа (реж. О. Кенебаев), Сагын в спектакле «Ночь при свечах» Н. Оразалина (реж. Н. Жакыпбай), журналист в драме «Великий и Вор» Т. Абдикова (реж Е. Обаев, Е. Нурсултан), Калауын в спектакле «Султан Бейбарыс» Р. Отарбаева и Судья в спектакле «Қаза мен жаза» (реж. А.Ашимов)[5] мн. др.

- Из мировой классики и современной драматургии:
- Меркуцио в трагедии «Ромео и Джульетта» Шекспира (реж. О. Салимов), Подколесин в «Женитьбе» Гоголя (реж. В. Захаров), Сулейман в мюзикле «Аршин мал алан» У. Гаджибекова (реж Т. аль — Тарази), дервиш в спектакле «Грешник» М. Карима (реж. О. Кенебаев) и др.

## Семья
- С 25 июля 2014 года женат на актрисе Казахского государственного академического театра драмы имени М. О. Ауэзова Лейла Муратовной Тлеуовой (род.26.07.1994)[6]
- Дочь — Каусар (род.23 марта 2015)
- Дочь — Салима (род.5 мая 2019)
- Сын — Бауыржан (род.16 ноября 2022)[7]

## Участие в клипах
- Ляззат Калыбекова Асығамын
- Группа Арай Өзің ғана
- Yerden Тамшы
- Группа Алашұлы Угәй
- Макпал Исабекова Хабарласпа
- Алатау серілері  Молдабай

## Фильмография
|    | Год       | Название                                | Роль                        | Примечания         |
| -- | --------- | --------------------------------------- | --------------------------- | ------------------ |
| 1  | 2009      | «Ойпырмай или Дорогие мои дети»         | Тележечник № 1              | эпизод             |
| 2  | 2011      | «Войско Мын-бала»(фильм)                |                             | эпизод             |
| 3  | 2012      | «Тагдыр» (сериал)(Казахстан)            | Айдар                       | роль второго плана |
| 4  | 2012      | «Парыз» (сериал)(Казахстан)             |                             | эпизод             |
| 5  | 2013      | «Бауыржан Момышулы (мини-сериал)»       | Бауыржан Момышулы           | главная роль       |
| 6  | 2014      | «Бекзат» (фильм)(Казахстан)             |                             | не был завершен    |
| 7  | 2015      | «Дорога домой»(фильм)(Казахстан)        | Мейрамбек                   | главная роль       |
| 8  | 2015      | «Бродяга/Жат»(фильм)(Казахстан)         | Едиге                       | главная роль       |
| 9  | 2015      | «Шлагбаум»(фильм)(Казахстан)            | Рауан                       | главная роль       |
| 10 | 2016      | «Суйе билсен» (сериал)                  | Ануар                       | главная роль       |
| 11 | 2016      | «Так сложились звёзды»                  | Абиш, отец Нурсултана       |                    |
| 12 | 2016      | «Дорога к матери»                       | Мукан                       |                    |
| 13 | 2016-2018 | «Казахское ханство» (сериал)            | «Жанибек хан»               | главная роль       |
| 14 | 2016      | «Тараз»(фильм)(Казахстан)               | Сапар                       | главная роль       |
| 15 | 2017      | «Кыз жолы» (сериал)                     | Султан                      |                    |
| 16 | 2017      | «Ради тебя» (фильм)(Казахстан)          | инспектор                   |                    |
| 17 | 2018      | «Путь лидера. Астана»(фильм)(Казахстан) | Акежан Кажгельдин           | роль второго плана |
| 18 | 2018      | «Карлыгаш уя салганда» (сериал)         | Таскын Муратов              | главная роль       |
| 19 | 2018      | «Амре»                                  | Мустафа Шокай               | главная роль       |
| 20 | 2018      | «Золотая орда» (сериал)                 | Мусаб                       |                    |
| 21 | 2019      | «Тобол»                                 | джунгарский зайсанг Онхудай | роль второго плана |
| 22 | 2019      | «Балуан шолак»                          | Балуан шолак в молодости    | главная роль       |
| 23 | 2019      | «Томирис»                               | Харасп                      | роль второго плана |
| 24 | 2021      | Подсолнух (фильм)(Казахстан)            | отец Амира                  | главная роль       |
| 25 | 2022      | «Шымкент менің махаббатым» (сериал)     | Абылай                      | главная роль       |
| 26 | 2022      | Қаш (фильм)(Казахстан)                  | Исатай                      | главная роль       |
| 27 | 2023      | «Билет из Рая»(фильм)(Казахстан)        | Максат                      | главная роль       |
| 28 | 2023      | «Умри или Вспомни»(фильм)(Казахстан)    | Була                        | главная роль       |
| 29 | 2024      | «Салем, папа»(фильм)(Казахстан)         |                             | главная роль       |
| 30 | 2024      | «SUPERКУРЬЕР»                           | Камаз                       | главная роль       |

## Награды
- 2013 — Лауреат премии Союза Молодёжи Казахстана «Серпер» (19.11.2013)
- 2014 — Медаль «Намыс» имени Бауыржана Момышулы (За роль Бауыржана Момышулы) (18.02.2014)[11][12]
- 2014 — Государственная стипендия Республики Казахстан в области культуры[13]
- 2015 — Приз «Серебряный Георгий» за лучшее исполнение мужской роли Московский международный кинофестиваль (27.06.2015 г. Россия, Москва)[14][15]
- 2016 — Лауреат Премия Ассоциация кинокритиков Казахстана «Выбор критиков — 2016» в номинации «Лучшая мужская роль» (фильм «Шлагбаум»)[16]
- 2016 — Медаль «25 лет независимости Республики Казахстан»
- 2017 — Лауреат Премия Ассоциация кинокритиков Казахстана «Выбор критиков — 2017» в номинации «Лучшая мужская роль» (фильм «Тараз»)[17]
- 2018 — Государственная стипендия Первого Президента Республики Казахстан — Елбасы в области культуры[18]
- Заслуженный деятель Казахстана (14 декабря 2018)[19]
- 2021 — «Лучший азиатский актёр» на кинофестивале World Film festival в Каннах (фильм Подсолнух)[20][21][22][23][24][25][24][26]